# Balthasar Stanberger
Balthasar Stanberger (Lebensdaten unbekannt) war ein Hofbeamter am Weimarer Stadtschloss.
Über sein Leben ist nichts bekannt, außer dass er am Weimarer Schloss war. Er orientierte in seinen 1523 auf reformatorische Hauptgedanken, wo Luther nicht lange zuvor vielbeachtete Predigten gehalten hatte. Stanberger ist Autor zweier wirkungsvoller Reformationsdialoge. So betonte er, dass Gott und Christus den Grund legen müssten für die Frömmigkeit, und er ermahnt in der Eine Epistel von der Liebe zu Gott und dem Nächsten an Michael Buchfürer zum Bibellesen und zur Nächstenliebe. Buchfürer war Verleger, Buchhändler in Erfurt und Freund von Stanberger. Die Berufsgruppe der Buchhändler und Verleger wird in Eberlins Gespräch Mich wundert, daß kein Geld im Land ist, umfänglich beschrieben und der Karsthans thematisiert.

## Werke
- Balthasar Stanberger: Eine Epistel von der Liebe zu Gott und dem Nächsten an Michael Buchfürer, in: Adolf Laube (Hrsg.): Flugschriften der frühen Reformationsbewegung (1518–1524), Bd. 1, Akademie-Verlag, Berlin 1983, S. 222–226.
- Ders.: Dialogus zwischen Petro und einem Bawren, 1523. Erwähnt in: Adolf Laube (Hrsg.): Flugschriften der frühen Reformationsbewegung (1518–1524), Bd. 2, Akademie-Verlag, Berlin 1983, S. 1153.
- Ders.: Ein Dialogus oder gesprech zwische[n] einem Prior, Leyenbruder vn[d] Bettler dz wort gottes belanget, Michael Buchfürer, Erfurt 1522.